# Ludwig Binswanger der Ältere

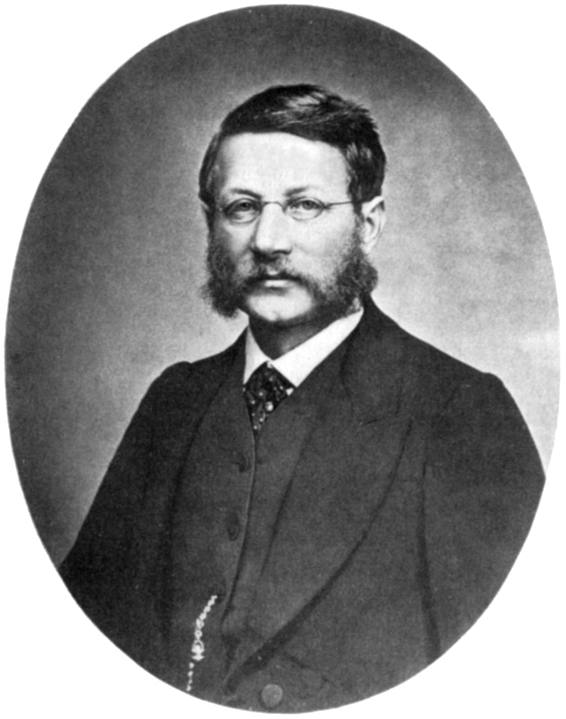
Ludwig Binswanger d. Ä.

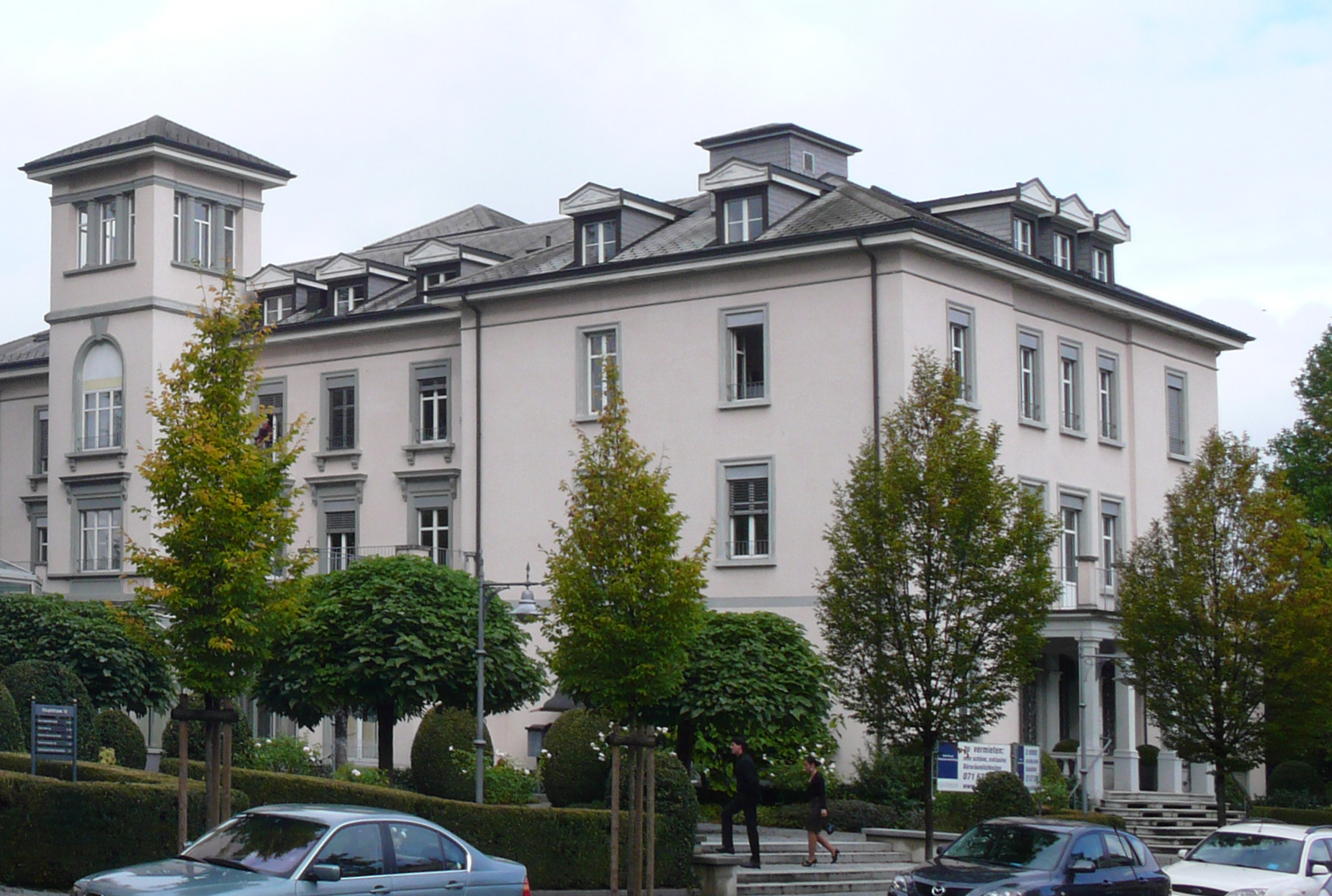
Das ehemalige Sanatorium Bellevue

Ludwig Binswanger der Ältere (* 25. Juni 1820 in Osterberg, Königreich Bayern; † 5. August 1880 in Kreuzlingen) war ein deutsch-schweizerischer Psychiater.

## Leben
Ludwig Binswanger war der fünfte von neun Söhnen einer orthodoxen jüdischen Familie und besuchte in Augsburg das Gymnasium. Von 1840 bis 1845 studierte er in Erlangen zunächst Philosophie und danach Medizin in Heidelberg und München, wo er mit einer preisgekrönten Dissertation promovierte. Er war tätig am Krankenhaus in Augsburg und an der Medizinischen Universitätsklinik in Tübingen, wo er sich habilitieren konnte. 1850 übernahm er die Leitung der psychiatrischen Anstalt Münsterlingen im Kanton Thurgau, die 1838 nach der Säkularisation in einem vormaligen Benediktinerinnen-Kloster eingerichtet worden war. 1852 konvertierte er zum reformierten Glauben.
1857 gründete er im schweizerischen Egelshofen am Bodensee das Sanatorium Bellevue, in dem er mit seiner Familie in „therapeutischer Gemeinschaft“ mit den Patienten lebte. 1866 erwarb er das Bürgerrecht von Egelshofen, das 1874 den Namen Kreuzlingen annahm, und wurde damit Schweizer Bürger. Binswanger war Gründungsmitglied des Vereins für Geschichte des Bodensees und seiner Umgebung und versah die Geschäftsführung („Pflegschaft“) für den Thurgau.
Anfang April 1874 kaufte er für 36'000 Franken das Schlösschen Unterer Girsberg in Emmishofen, das er in Schloss Brunnegg umtaufte.
Nach seinem Tod 1880 leitete sein Sohn Robert Binswanger die Klinik bis zu seinem Ableben im Jahre 1910, nachdem wiederum dessen Sohn Ludwig Binswanger sie bis 1956 führte, dessen Sohn Wolfgang Binswanger sie aus ökonomischen Gründen 1980 aufgeben musste.

## Schriften (Auswahl)
- mit Aloys Martin: Das Chloroform in seinen Wirkungen auf Menschen und Thiere. Nach grösstentheils eigenen Erfahrungen bearbeitet. F. A. Brockhaus, Leipzig 1848.[4]